# Kerstin Weigl
Lil Kerstin Weigl, född 6 juni 1959, är en svensk journalist, kolumnist och författare.
Weigl kom in på Journalisthögskolan 1981 och inledde sin karriär som journalist 1983. Hon arbetade på lokalradion i Malmö och Sydsvenska dagbladet innan hon kom till Aftonbladet 1986. Sedan 1999 har hon varit kolumnist i tidningen. Hon har uppgett att hon under hela sin karriär varit intresserad av ämnen som relationer och social utsatthet. För Aftonbladets räkning har hon sedan 2009 uppmärksammat dödligt våld på kvinnor i nära relation i Sverige. För det arbetet tilldelades hon 2015 Lukas Bonniers stora journalistpris.
2016 skrev Weigl en mycket uppmärksammad krönika i Aftonbladet, där hon problematiserade Miljöpartiets språkrör Isabella  Lövins utseende. 